# Hormeza

Wykres ideowy ilustrujący hormezę:
D – dawka
S – stymulacja organizmu
I – hamowanie organizmu

Hormeza (gr. ὁρμή poruszenie) – zjawisko polegające na tym, że czynnik występujący w przyrodzie, szkodliwy dla organizmu w większych dawkach, w małych dawkach działa na niego korzystnie.
Już w XVI wieku szwajcarski lekarz Paracelsus stwierdził, że to dawka (a nie substancja) czyni truciznę (łac. Dosis facit venenum).
Kontrowersyjnym przykładem hormezy jest hormeza radiacyjna.